# Teleki–Bolyai Könyvtár

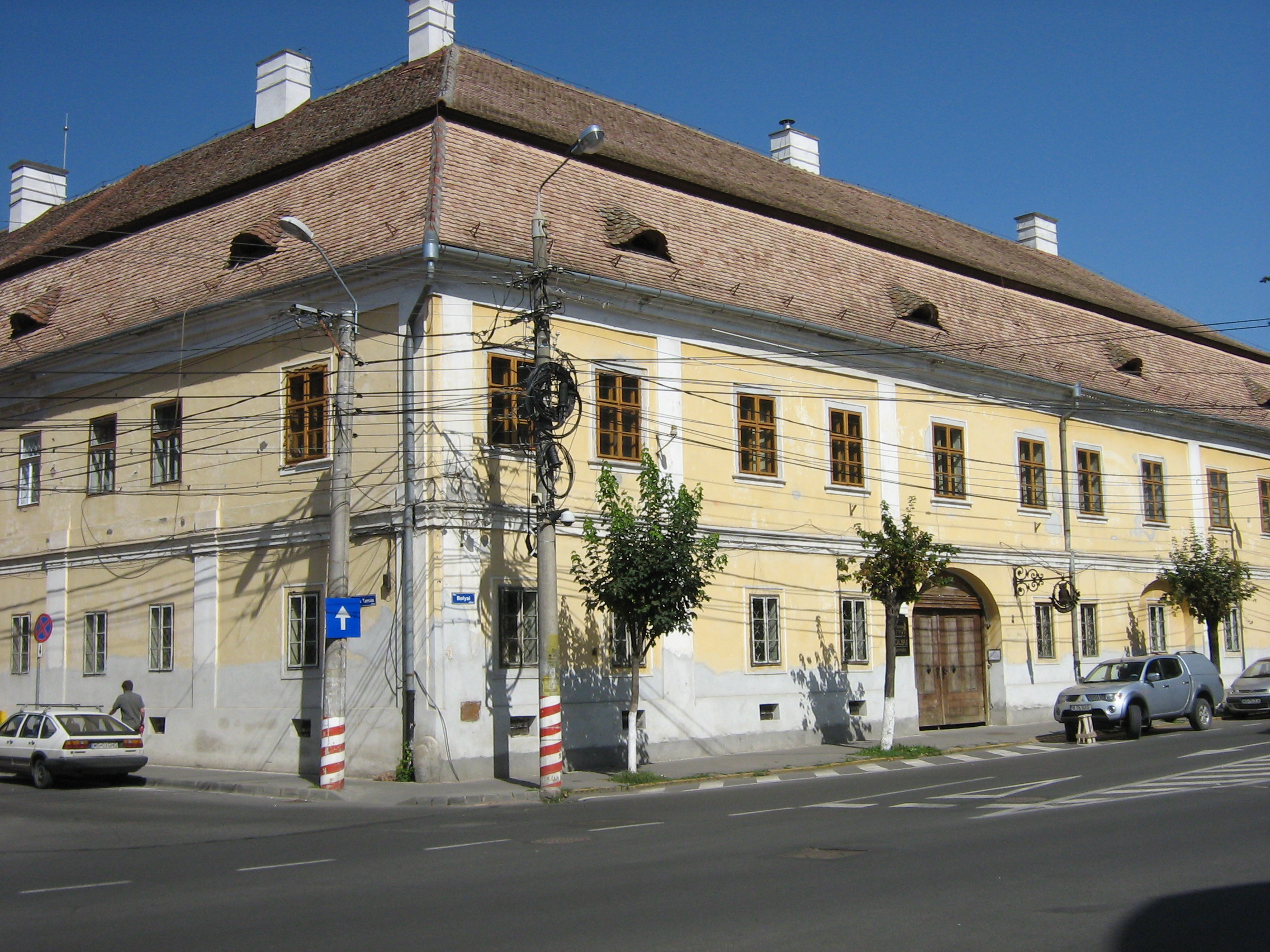
A Teleki Téka épülete

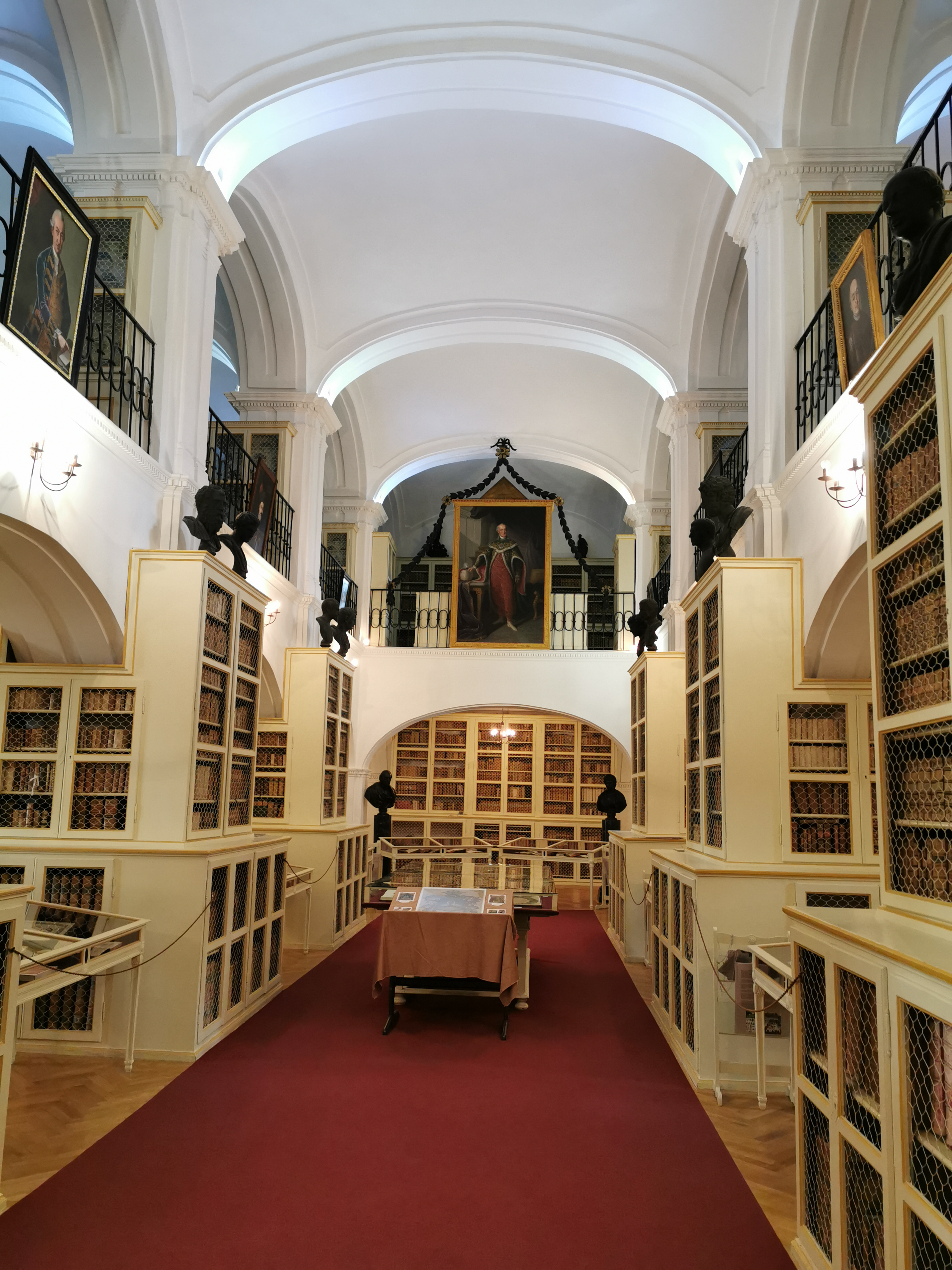
A téka belseje

A Teleki–Bolyai Könyvtár vagy közismert nevén Teleki Téka Marosvásárhely egyik legjelentősebb kulturális öröksége. A könyvtárat 1802-ben létesítette gróf Teleki Sámuel, Erdély kancellárja, aki nemcsak gazdag, hanem rendkívül művelt ember is volt, több európai egyetemen tanult. Vagyona nagy részét a több mint 40 000 kötet megvásárlására fordította, amellyel létrehozta a ma nevét viselő közkönyvtárat. A könyvtár több ősnyomtatványt, sok régi könyvet, kéziratot és könyvritkaságot őriz. Érdekesség, hogy Pesten később, ugyanazon év november 25-én alapította gróf Széchényi Ferenc is a magáét (Országos Széchényi Könyvtár), amely a Magyar Nemzeti Múzeum őse is lett.

## Története

### Teleki Téka
Teleki Sámuel 1759. november 7-től 1763. november 17-ig Svájcban, Hollandiában és Franciaországban tett tanulmányutat, ennek során a bázeli, utrechti és leideni egyetemen tanult. A könyvgyűjtés megkezdésében Jakob Christoph Beck teológia- és történelemprofesszor, a bázeli közkönyvtár őre látta el hasznos tanácsokkal. Az utazás során érintett városokban felkereste a tudósokat, könyvkereskedőket és könyvtárosokat; mire hazaért, már szakértő bibliofillá képezte magát és kilenc ládányi könyvet hozott magával, huszonhat és fél mázsa súlyban. Sáromberki birtokán letelepedve, levelezés útján tartotta a kapcsolatot kora hazai és külföldi tudósaival, megszervezte könyvbeszerző hálózatát, és könyveket kölcsönzött. Elsősorban a külföldön tanuló erdélyi diákokat bízta meg azzal, hogy tájékoztassák a könyvújdonságokról és segítsenek a könyvek megszerzésében illetve hazajuttatásában.
Teleki 1778-ban Nagyszebenbe költözött, ahova a könyveit is magával vitte, és folytatta a kölcsönzést. Benkő József írt írt a gyűjteményről a Magyar Hírmondóban: „...könyvesház is soha Erdélyben olyan... mint ugyan Szebenben (oda vitetvén Sáromberkéről) a Méltóságos R. Sz. B. gróf Széki Teleki Sámuel Gubernális Tanácsúr Őnagysága könyvbéli vagyona, amelyre sok ezer költség ment fel és mégyen is minden esztendőnként; ennek is ottan minden jó emberek hasznát vehetik Őnagysága kegyességéből.” 1785-ben Nagyváradra, 1787-ben Bécsbe tette át lakását, de a könyveket Szebenben raktároztatta el. Bécsben ismerkedett meg Johannes von Müllerrel, a kor neves könyvszakértőjével, aki sokat segített neki a könyvek azonosításában és felbecsülésében. 1788-ban az Erdélyben folyó osztrák-török hadműveletek miatt Teleki igen aggódott a könyvtára épségéért, ezért sógorát, Jósika Antalt kérte meg, hogy a könyveket Marosvásárhelyre költöztesse. Az 1790-es évek elején (a pontos dátum nem ismert) Teleki a könyvtárat Bécsbe vitette, de 1797 áprilisában a franciákkal folytatott háború miatt ismét Marosvásárhelyre menekítette. Itt abban Wesselényi-házban raktároztatta a könyveket, amelyet felesége, iktári Bethlen Zsuzsanna örökölt nagynénjétől, báró Wesselényi Katától.
A 17. századbeli épületet Teleki 1799–1802 között kibővítette, és a megnyitás előtt, 1802 őszén személyesen irányította a könyvek elrendezését. Ekkor vette szolgálatába az első marosvásárhelyi könyvtárost, Szász Józsefet, aki nagyon korszerű katalógusrendszert állított föl. A továbbiakban távolról figyelte és irányította a gyűjtemény sorsát, utolsó levelét is – halála előtt 19 nappal – neki írta. Végrendeletében gondoskodott a gyűjtemény sorsáról: hitbizományként örököseire hagyta, kötelezve őket a könyvtár továbbműködtetésére, ugyanakkor felügyeletével az erdélyi református főkonzisztóriumot bízta meg. A saját gyűjteményéhez csatolta 1799-ben elhunyt felesége, mintegy 2000 kötetes, kizárólag magyar nyelvű gyűjteményét is, amelyet még annak nagyanyja, Rhédei Zsuzsanna alapozott meg, majd Wesselényi Kata tovább gyarapított.
Teleki Sámuel halála után a Téka rendszeres gyarapodása akadozni kezdett, majdnem megszűnt. Az örökösök utóbb állandó viszályban álltak a főkonzisztóriummal, mert a gyűjteményt saját tulajdonuknak tekintették, és megakadályozták a reformátusok ellenőrzési jogainak gyakorlását. 1861-ben Teleki Sámuel fiának, Teleki Ferencnek a halálakor, a Teleki Téka vagyoni hátterének szánt ingatlanokat minden korlátozás nélkül fiára telekkönyvezték, ezért a főkonzisztórium jogutóda pert indított, de nem járt sikerrel.
Még Szabó Károly 1850–1855 között itt dolgozott Teleki József megbízásából, és Mikó Imre is aktívan használta a könyvtárat az Erdélyi Történelmi Adatok 1855–1858-as kiadásainak előkészítésekor. 1864-ben megvették a Téka számára Récsi Emil 800 műből álló jogi könyvtárát. Az 1880-as évektől kezdve az intézmény könyvtárból könyv-múzeummá alakult át, beszerzései nem tartottak lépést a kor tudományos igényeivel.
1913. december 5-én a könyvtárat felügyelő örökös, Teleki Sámuel új alapítványt létesített Gróf Teleki Sámuel volt erdélyi kancellár és dédunokája, gróf Teleki Sámuel v. b. t. t. gróf Teleki könyvtár alapítványa néven. Az alapítvány vagyonaként a 60 000–70 000 kötet, illetve a téka főépülete, a két szárny közötti udvar és a könyvtáros kertje maradt meg. Az egyház felügyeleti joga megszűnt. 1942-ben a Teleki család és a református egyház közötti megegyezés alapján létrejött az új Teleki Könyvtár Alapítvány, ezzel a könyvtár az egyház felügyelete és az alapítványi tanács gondnoksága alá került.
A Teleki nemzetségi levéltárat 1916-ban Budapestre menekítették, ma az Országos Levéltárban található. A második világháborút követő években a Teleki Könyvtár állami kezelésbe került.

### Teleki–Bolyai Könyvtár
1955-ben a Téka épületébe költözött a marosvásárhelyi Református Kollégium Nagykönyvtára (Bolyai Könyvtár), majd 1962-ben Teleki–Bolyai Könyvtár néven a két gyűjteményt egyesítették. Ebben fedezte fel dr. Farczády Elek a marosvásárhelyi sorok illetve marosvásárhelyi glosszák néven ismert 14. századi magyar nyelvemléket.
Szintén ide került az államosítás után a feloszlatott mikházi ferences kolostor gyűjteménye, az egykori székelykeresztúri Unitárius Gimnázium könyvtára, a máramarosszigeti Református Kollégium könyvtára, illetve a marosvásárhelyi Katolikus Főgimnázium tanári könyvtára.
1993-ban a Teleki család külföldön élő tagjai Bázelben létrehoztak egy alapítványt Förderstiftung Teleki Téka néven a Teleki–Bolyai Könyvtár támogatására. 1999-ben ennek a bázeli alapítványnak a segítségével létrejött a marosvásárhelyi székhelyű Teleki Téka Alapítvány is, ugyanezzel a céllal.

## Az épület

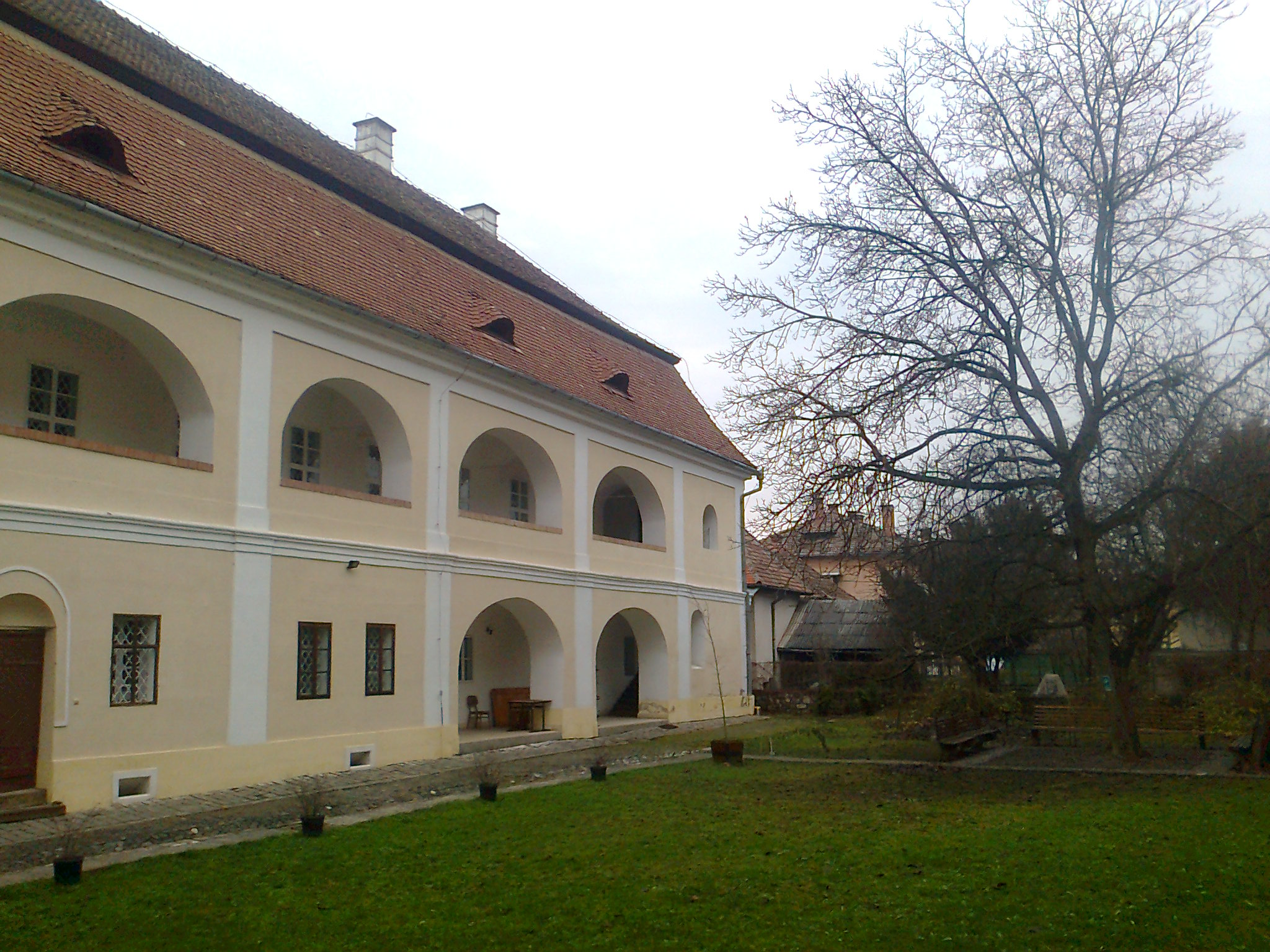
A téka keleti szárnya

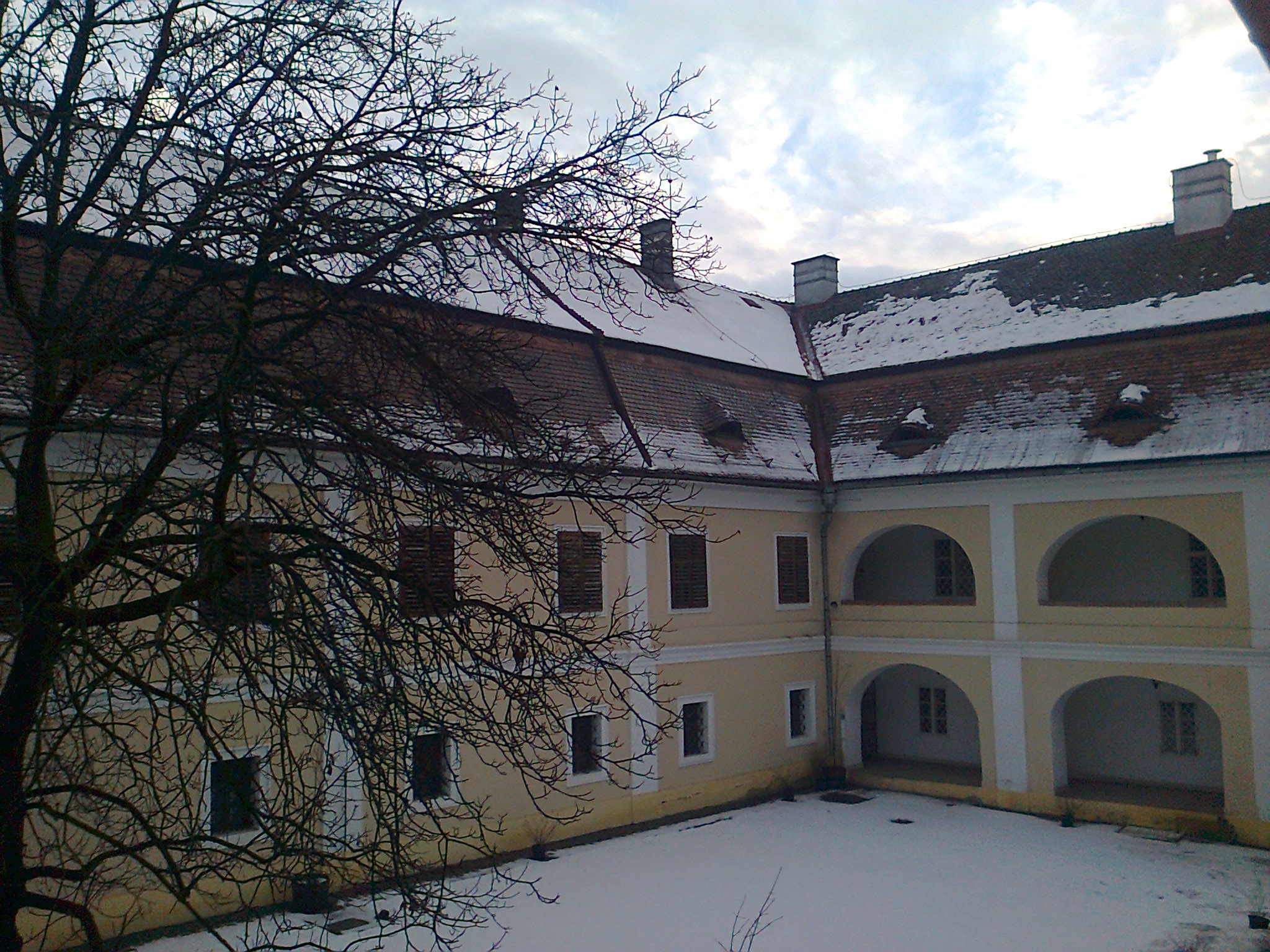
A téka nyugati szárnya

Az épület barokk stílusban épült a 17-18. században. Teleki Sámuel 1799 és 1802 között kibővítette a nyugati szárnnyal, ahol megnyitotta közkönyvtárát, és amely ma is őrzi az egykori Teleki-könyvtár állományát.